# Reece James (fodboldspiller, født 1999)
 Der er flere personer med dette navn, se Reece James.
Reece James (født 8. december 1999) er en engelsk professionel fodboldspiller, som spiller som højre back for Premier League-klubben Chelsea og det engelske landshold.
James sluttede sig til Chelsea-akademiet som barn og blev professionel i 2017 i en sæson, hvor han var anfører for U/18 holdet og var med til at lede dem til i sejr i FA Youth Cup og blev udnævnt Academy Player of the Season. Etter et produktivt lån til Wigan Athletic i Championship, blev han rykket op til Chelseas førstehold, da han kom tilbage i 2019, hvorefter han begyndte at etablere sig som en fast mand på højrebacken og opnåede en langvarig kontraktforlængelse i januar 2020.
Efter at have repræsenteret England på forskellige ungdomsniveauer blev James indkaldt til Englands fodboldlandshold for første gang i oktober 2020 og fik sin første kamp mod Wales.

## Opvækst
James blev født i Redbridge, Greater London, og gik på Isleworth and Syon School. Han tilhører en fodboldfamile, hvor hans søster Lauren også er en professionel fodboldspiller for Chelsea FC 

## Klubkarriere
James kom til Chelsea, da han var seks år og blev professionel i marts 2017.
I sæsonen 2017–18 var han anfører for U/18 holdet og var med til at lede dem til i sejr i FA Youth Cup og blev udnævnt Academy Player of the Season.
Han underskrev en ny fire-årig kontrakt med Chelsea i juni 2018.
Senere på måneden blev han udlånt til Championship klubben Wigan Athletic, hvor han spillede i 2018–19 sæsonen. I marts 2019, blev han udvalgt til årets hold i Championship 2018–19. Han vandt tre priser hos Wigan Athletic i slutningen af sæsonen, heriblandt Årets Spiller.
Den 25. september 2019, fik James sin debut for Chelsea efter at være kommet tilbage fra en skade. Han scorede et mål og lagde op til to da man vandt 7–1 over Grimsby Town i den tredje runde af 2019–20 EFL Cup. James blev Chelsea's yngste målscorer i UEFA Champions League da han scorede det fjedre mål i en 4–4 kamp mod Ajax den 5 november 2019.
Den 16 januar 2020 underskrev James en langvarig kontraktforlængelse med Chelsea.
Den 14 september 2020, scorede James sit første Premier League mål, da Chelsea vandt 3–1 over Brighton & Hove Albion. Den 5 december, fik James sin 50. optræden for Chelsea i alle turneringer da de vandt 3–1 over Leeds United.
I januar 2021 blev James udsat for racistisk misbrug online. I marts samme år, slettede han sin Instagram konto som modsvar på det misbrug, han modtog.
Den 29 maj 2021 vandt han sin første Champions League da Chelsea vandt 1-0 over Manchester City i UEFA Champions League finalen 2021 i Porto. I august 2023 blev James udnævnt som kaptajn for Chelsea FC efter flere succesfulde sæsoner.

## Landsholdkarriere

### U/Landshold
James har repræsenteret England’s ungdomslandshold fra Englands U/18-fodboldlandshold til Englands U/21-fodboldlandshold. I maj 2017, blev James udtaget til England U/20 trup forud for 2017 Toulon Tournament. Han startede i finalen da England U/20 slog Elfenbenskysten U/20 i finalen og bevarede deres titel. I juli 2017, var James en del af England U/19 holdet der vandt U/19 EM. Han startede inde i semi-finalerne imod Tjekkiet U/19.
James var en del af England holdet der rejste til 2019 Toulon Tournament men pådrog sig en ankel skade i første halveg og blev båret fra banen i den sidste kamp i gruppespillet da man tabte til Chile den 7 juni 2019. Den 4 oktober 2019, blev James udtaget til U/21 for første gang.
Han fik sin debut for holdet i en 3–0 sejr over Albanien U/21 i en U/21 EM kvalifikations kamp den 15 november 2019.

### Senior
Den 5 oktober 2020, blev James udtaget til første holdet for første gang af landstræneren Gareth Southgate på baggrund af skaden til Raheem Sterling. Han fik sin debut den 8 oktober på Wembley Stadium, da han blev skiftet ind i stedet for Kieran Trippier i det 58.minut i en 3–0 sejr over Wales. Han fik sin første kamp fra start da England tabte 0-1 til Danmark i en UEFA Nations League kamp og blev udvist efter han mistede fatningen efter slutfløjt.

## Karriere statistikker

### Klub
Oversigten er opdateret til og med match played 29 May 2021
| Klub                 | Sæson          | Liga           | Liga  | Liga  | FA Cup | FA Cup | EFL Cup | EFL Cup | Europa | Europa | Andet | Andet | Total | Total |
| Klub                 | Sæson          | Division       | Kampe | Mål   | Kampe  | Mål    | Kampe   | Mål     | Kampe  | Mål    | Kampe | Mål   | Kampe | Mål   |
| -------------------- | -------------- | -------------- | ----- | ----- | ------ | ------ | ------- | ------- | ------ | ------ | ----- | ----- | ----- | ----- |
| Chelsea U23/U21      | 2016–17        | —              | —     | —     | —      | —      | —       | —       | —      | —      | 1     | 0     | 1     | 0     |
| Chelsea U23/U21      | 2017–18        | —              | —     | —     | —      | —      | —       | —       | —      | —      | 6     | 1     | 6     | 1     |
| Chelsea U23/U21      | Total          | Total          | Total | Total | —      | —      | —       | —       | —      | —      | 7     | 1     | 7     | 1     |
| Chelsea              | 2018–19        | Premier League | 0     | 0     | —      | —      | —       | —       | 0      | 0      | —     | —     | 0     | 0     |
| Chelsea              | 2019–20        | Premier League | 24    | 0     | 5      | 0      | 2       | 1       | 6      | 1      | 0     | 0     | 37    | 2     |
| Chelsea              | 2020–21        | Premier League | 32    | 1     | 5      | 0      | 0       | 0       | 10     | 0      | —     | —     | 47    | 1     |
| Chelsea              | Total          | Total          | 56    | 1     | 10     | 0      | 2       | 1       | 16     | 1      | 0     | 0     | 84    | 3     |
| Wigan Athletic (lån) | 2018–19        | Championship   | 45    | 3     | 1      | 0      | 0       | 0       | —      | —      | —     | —     | 46    | 3     |
| Karriere total       | Karriere total | Karriere total | 101   | 4     | 11     | 0      | 2       | 1       | 16     | 1      | 7     | 1     | 137   | 7     |

1. 1 2  Kampe i EFL Trophy
2. 1 2  Kampe i UEFA Champions League

### International
Oversigten er opdateret til og med match played 31 March 2021
| National hold | År    | Kampe | Mål |
| ------------- | ----- | ----- | --- |
| England       | 2020  | 4     | 0   |
| England       | 2021  | 2     | 0   |
| Total         | Total | 6     | 0   |

## Titler
Chelsea ungdom
- U18 Premier League: 2016–17, 2017–18[44]
- FA Youth Cup: 2016–17, 2017–18[44]

Chelsea
- UEFA Champions League: 2020–21[45]
- FA Cup runner-up: 2019–20,[46] 2020–21[47]

England U/19
- UEFA European Under-19 Championship: 2017[48]

England U/20
- Toulon Tournament: 2017[49]

Individuel
- Chelsea Academy Player of the Year: 2017–18[44]
- Wigan Athletic Player of the Year: 2018–19[50]
- Wigan Athletic Player's Player of the Year: 2018–19[50]
- Wigan Athletic Goal of the Season: 2018–19[50]
- FA Cup Team of the Year: 2020–21[51]
- PFA Community Champion Award: 2020-21[52]